# Kazuya Maekawa
Kazuya Maekawa (n. 22 martie 1968) este un fost fotbalist japonez.

## Statistici
| Japonia | Japonia | Japonia |
| An      | Meciuri | Goluri  |
| ------- | ------- | ------- |
| 1992    | 3       | 0       |
| 1993    | 2       | 0       |
| 1994    | 2       | 0       |
| 1995    | 5       | 0       |
| 1996    | 5       | 0       |
| Total   | 17      | 0       |